# Бней-Эфраим
Бней-Эфраим (ивр. בני אפריים‎) («Дети Эфраима», также: евреи телугу, так как они говорят на языке телугу) — маленькая община, которая проживает в основном в Кота Редди Палем, деревне в районе Гунтур в штате Андхра-Прадеш, Индия, около дельты реки Кришна. Они утверждают, что являются потомками колена Эфраим, одного из потерянных колен израилевых. С 1980-х практикуют иудаизм.

## История
Бней Эфраим утверждают, что происходят от колена Эфраим и что они путешествовали из Израиля через Персию, Афганистан, Тибет и Китай 1600 лет назад, и прибыли в южную Индию более тысячи лет назад. Их история схожа с историей афганских евреев, персидских евреев, Бней-Исраэль, Бней-Менаше в северо-восточных индийских штатах Мизорам и Манипур, которые в 2005 году получили признание главного раввината Израиля.
В период средневековья они работали на фермах. Они исповедовали иудаизм и приняли в какой-то мере христианство под влиянием баптистских миссионеров в начале XIX-го века.
Основателем и лидером общины считается Шамуэль (Шмуэль) Якоби, бывший христианский священник.
Шамуэль приехал в Иерусалим в 1980-е, и пришел к убеждению, что они являются потомками евреев.
После 1980-х около 50-ти семей изучили иудаизм, выучили иврит и построили синагогу. Они соблюдают еврейские праздники, и читают свитки торы на иврите. Сегодня иврит используется не только в литургии, но и как живой язык. Раввины главного раввината посещают общину и изучают их еврейские традиции.

Согласно газете Washington Times (2006),
Многие думают, что евреи Бней Эфраим пытаются сбежать от бедности и покинуть регион Андхра Прадеш, где 6 лет подряд засуха и неурожай привели 3000 крестьян к долгам и самоубийствам.
Чандра Секхар Ангади, учёный из Карнатаки, говорит о телугу:
Они — одни из самых бедных евреев в мире, практикующих иудаизм. Они жаждут услышать о своем еврейском происхождении и признании израильским раввинатом, просто чтобы получить паспорт этой страны, где они смогут практиковать иудаизм гораздо лучше — вдали от бедности и голода.